# Rakovac (Srbac)
Pour les articles homonymes, voir Rakovac.
Rakovac (en serbe cyrillique : Раковац) est un village de Bosnie-Herzégovine. Il est situé dans la municipalité de Srbac et dans la république serbe de Bosnie. Selon les premiers résultats du recensement bosnien de 2013, il ne compte plus aucun habitant.

## Démographie

### Évolution historique de la population dans la localité
| 1948 | 1953 | 1961 | 1971 | 1981 | 1991 | 2013 |
| ---- | ---- | ---- | ---- | ---- | ---- | ---- |
| -    | 132  | 33   | 24   | 29   | 36,  | 0    |

|  |

### Répartition de la population par nationalités (1991)
En 1991, les 36 habitants du village étaient tous serbes.